# ناناسيباو توكواهو
ناناسيباو توكوآهو (مواليد 8 مارس 1954) هي ملكة تونغا بصفتها زوجة الملك توبو السادس.

## حياتها
ناناسيباو فايا هي ابنة الراحل البارون فايا، رئيس وزراء تونغا السابق من عام 1991 إلى عام 2000، والبارونة الراحلة توبوتوبو فايا. لديها ستة أشقاء:
- السيدة الأرملة لوزاني لواني، المولودة باسم لوزاني فايا (أرملة سيوني لاومانولي لواني).
- أليباني توʻيفانوافاو، اللورد فايا، الذي تزوج أخت اللورد فاكافانوا، سياتوكيموانا فاكافانوا فايا، السيدة المبجلة فايا. هي عمة ولي العهد الأميرة سينايتاكالا من جهة الأب.
- السيدة أميليا لولوافيتو، ولدت أميليا لولوافيتو فايا (الزوجة السابقة للنبلاء لاسكي).
- السيدة كاساندرا فايا، (كانت تُعرف سابقًا باسم كاساندرا توكواهو) الزوجة السابقة للأمير تويبيليهاكي (المعروف سابقًا باسم فيلامي سيون نغو تاكيفولاي توكواهو)،
- ابن تويبيليهاكي (مايليفيهي) وزوجته السابقة ميلي فيكاتوليا فاليتاو.
- مويمويكيموفوتا كايفاهينا فايا.

## الزواج والعائلة
تزوجت في الكنيسة الملكية بالقصر الملكي في نوكو ألوفا في 11 ديسمبر 1982 من توبو السادس. ولدى الزوجين ثلاثة أطفال وأربعة أحفاد: 
- ابنتهما الكبرى: الأميرة لاتوفويبيكا توكواهو (أنجيليكا لاتوفويبيكا هالييفالو ماتاʻاهو نابوا-أو-كالاني توكواهو)، المولودة في 17 نوفمبر 1983، وتعمل كمفوضة سامية لدى أستراليا منذ 22 أغسطس 2012.[6]
- طفلهما الثاني: ولي العهد توبوتوا ʻأولوكالا (سياوسي مانوماتاونغو ʻألايفاهاماماؤ ʻأهوʻإيتو كونستانتين)، المولود في 17 سبتمبر 1985، تزوج من ابنة عمه الثانية، سينايتاكالا فاكافانوا، في 12 يوليو 2012. ولديهما أربعة أطفال:[7]
  1. الأمير تاوفاʻأهاو مانوماتاونغو (من مواليد 10 مايو 2013).[2]
  2. الأميرة هاليفالو ماتاهو (من مواليد 12 يوليو 2015).[3]
  3. الأميرة ناناسيباو (من مواليد 20 مارس 2018).[4]
  4. الأميرة سالوت مافيلʻأو بيلوليفو (من مواليد 25 فبراير 2021).[5]
- طفلهما الثالث: الأمير آتا (فيليامي أونواكي-أو-تونغا موموي لالاكا-مو-إي-إيكي توكواهو)، المولود في 27 أبريل 1988.[8]

## أعمال منشورة بارزة
- (2004): أغاني وقصائد الملكة سالوت.

## الأوسمة

#### تكريم
- عضو في وسام العائلة المالكة للملك جورج توبو الخامس (1 أغسطس 2011).
- سيدة الصليب الأكبر من وسام سالوت توبو الثالث (30 يونيو 2015).
- سيدة الصليب الكبير، فئة خاصة من وسام العائلة المالكة الأكثر إخلاصًا.

#### الميداليات
- حاصل على وسام الملك تاوفاهاو توبو الرابع للتتويج وسام اليوبيل الفضي (4 يوليو 1992).
- حاصل على وسام تتويج الملك جورج توبو الخامس (1 أغسطس 2008).
- حاصل على وسام تتويج الملك جورج توبو السادس (4 يوليو 2015).

## المراجغ
1. 1 2  "Baron Vaea passes away after a long life of service". Matangi Tonga. 8 يونيو 2009. مؤرشف من الأصل في 2016-10-06. اطلع عليه بتاريخ 2021-08-08.
2. 1 2  "New Tongan heir, Prince Taufa'ahau Manumataongo born May 10 in Auckland". Matangi Tonga (بالإنجليزية). 9 May 2013. Archived from the original on 2025-04-16. Retrieved 2023-09-24.
3. 1 2  "Tonga's new Princess Halaevalu Mata'aho". Matangi Tonga (بالإنجليزية). 14 Jul 2014. Archived from the original on 2025-04-14. Retrieved 2023-09-24.
4. 1 2  "New Princess born – HRH Princess Nanasipau'u". Matangi Tonga (بالإنجليزية). 20 Mar 2018. Archived from the original on 2024-08-10. Retrieved 2023-09-24.
5. 1 2  "Princess Salote Mafile'o Pilolevu – Tonga's new baby Princess". Matangi Tonga (بالإنجليزية). 26 Feb 2021. Archived from the original on 2025-04-14. Retrieved 2023-09-24.
6. ↑  "Princess Latufuipeka appointed Tonga's High Commissioner to Australia". Tonga Government Portal. 26 أغسطس 2012. مؤرشف من الأصل في 2012-08-26. اطلع عليه بتاريخ 2023-09-24.
7. ↑  Pearlman، Jonathan (12 يوليو 2012). "Tongan crown prince marries second cousin". The Telegraph. مؤرشف من الأصل في 2025-06-09. اطلع عليه بتاريخ 2022-12-14.
8. ↑  "Royal Family Members". Tongan Royal Palace. مؤرشف من الأصل في 2025-04-25. اطلع عليه بتاريخ 2023-02-21.